# اتو بارت
اتو بارت (به آلمانی: Otto Barth) (زاده ۱۸ ژوئن ۱۸۹۱ - مرگ ۳ مه ۱۹۶۳) یک ژنرال آلمانی در دوره رایش سوم و فرمانده لشکر ۳۰ پیاده ورماخت (۱۵ اوت ۱۹۴۴–۳۰ ژانویه ۱۹۴۵) بود.